# Hygrotus nigrolineatus
Hygrotus nigrolineatus là một loài bọ cánh cứng trong họ Bọ nước. Loài này được Steven miêu tả khoa học năm 1808.

## Hình ảnh

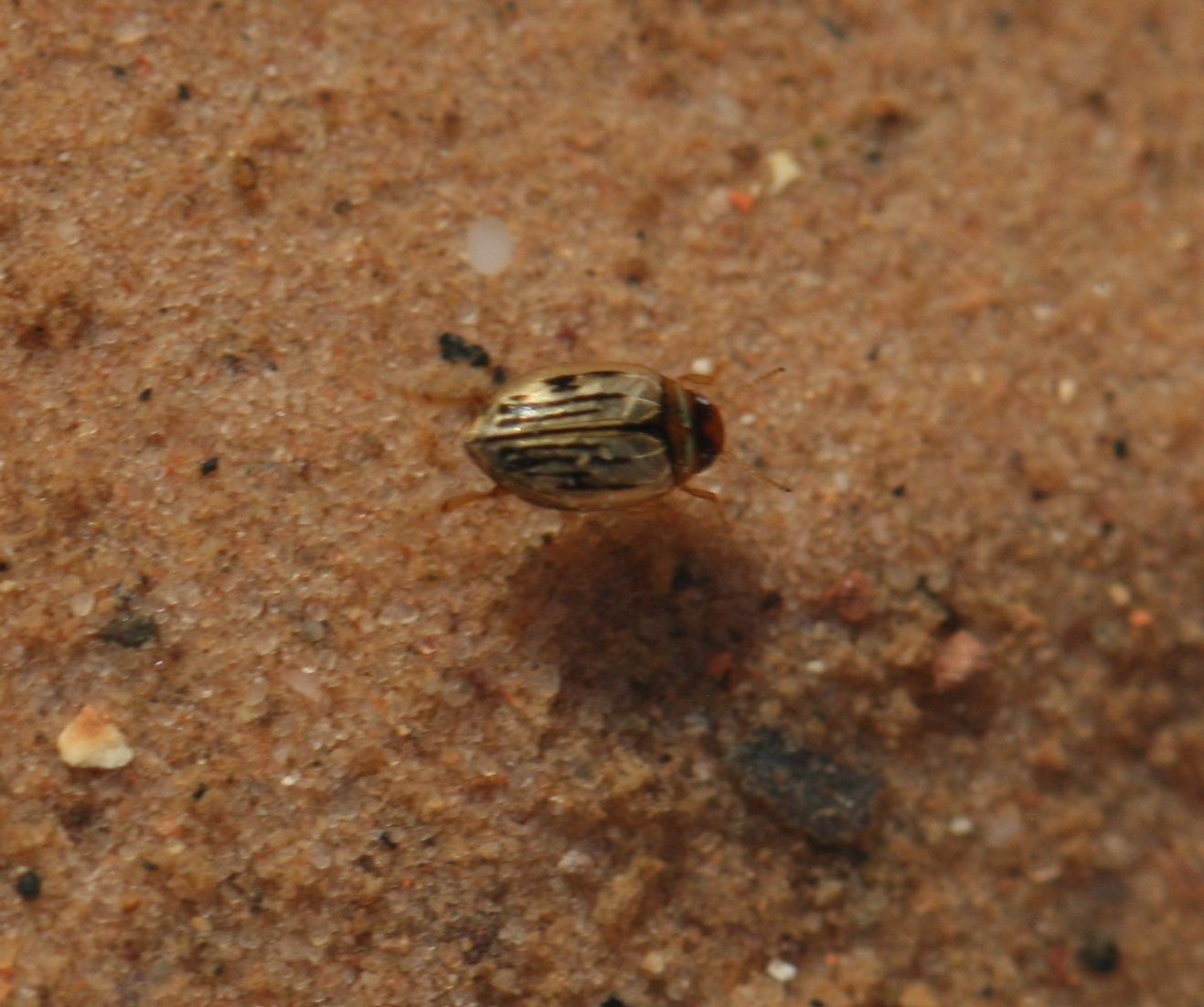